# Discover Card

Logo von Discover Financial Services

Die Discover Card ist eine Kreditkarte, die fast ausschließlich in den Vereinigten Staaten von Discover Financial Services ausgegeben wird. Es gibt ca. 50 Millionen Karteninhaber. Die Discover Card wurde ursprünglich von Sears 1985 in den Markt eingeführt. Discover wurde ab 1997 von Morgan Stanley übernommen, das Discover 2007 an die Börse brachte. Der Discover-Hauptsitz ist in Riverwoods (Illinois).
Die meisten Discover Cards werden von der Discover Bank herausgegeben, die Zahlungsabwicklung aber wird durch das Discover Network vorgenommen. Seit Februar 2006 wird ebenfalls eine Discover-Debit-Karte herausgegeben und akzeptiert.

## Geschichte
In der Zeit, als Sears die Discover Card auf den Markt brachte, war Sears der größte Einzelhändler in den Vereinigten Staaten.
Die Discover Card konnte sich damals so gut etablieren, da sie gegenüber ihren Konkurrenten, vor allem Mastercard und Visa, das bessere Preis-Leistungs-Verhältnis bot. So hatte sie keinen jährlichen Grundpreis, bot einen vergleichsweise hohen Kreditrahmen und besaß als erste Kreditkarte ein Bonusprogramm. Außerdem konnte man in Sears-Geschäften neben Bargeld nur mit der Discover Card zahlen.
Da Sears aber immer größere Konkurrenz bekam (z. B. von Wal-Mart), mussten sie schließlich auch andere Kreditkarten wie MasterCard und Visa akzeptieren. Die Krise bei Sears spitzte sich weiter zu, bis sie 1993 ihre Finanzsparte verkauften. 
Käufer waren Dean Witter Financial Services, welche wiederum 1997 von Morgan Stanley gekauft wurden. Morgan Stanley trennte sich 2007 von Discover Card und brachte das Unternehmen an die New Yorker Börse.
Discover Card wurde 2012 vom Consumer Financial Protection Bureau (CFPB) und der Federal Deposit Insurance Corporation wegen irreführender Werbung verurteilt, an mehr als 3,5 Millionen Kunden ungefähr 200 Millionen US-Dollar an Gebühren zu erstatten. Discover Card musste auch eine Geldstrafe von 14 Millionen US-Dollar zahlen.
Im Februar 2024 vereinbarte Capital One die Übernahme von Discover.

## Akzeptanz
Es gibt über 50 Millionen Karteninhaber und mehr als vier Millionen Händler, die die Discover Card akzeptieren. Die Anzahl der Akzeptanzstellen außerhalb der Vereinigten Staaten wurde in den letzten Jahren stark ausgebaut. In Deutschland können Händler die Kreditkarte beispielsweise bei der Abwicklung über Intercard, VR Payment, Concardis, S-Payment GmbH und weitere Anbieter akzeptieren. Auf Grund der Mitgliedschaft im Pulse-Netzwerk wird die Karte außerdem von nahezu allen Geldautomaten weltweit akzeptiert. Eine Allianz mit China UnionPay hat das Discover-Akzeptanznetzwerk zu einem der international größten gemacht.

## Sonstiges
Discover Financial Services gibt in Großbritannien eine Mastercard unter dem Namen Morgan Stanley heraus.
Am 1. Juli 2008 übernahm Discover Financial von der Citigroup für 165 Millionen US-Dollar das Kreditkartenunternehmen Diners Club.